# تومی سولو
تومی سولو (انگلیسی: Tommy Salo؛ زادهٔ ۱ فوریهٔ ۱۹۷۱) بازیکن هاکی روی یخ اهل سوئد بود.
از باشگاه‌هایی که در آن بازی کرده‌است می‌توان به ادمونتون اویلرز اشاره کرد.